# 瓦德兰库尔 (默兹省)
瓦德兰库尔（法語：Vadelaincourt，法語發音：[vadlɛ̃kuʁ]）是法国默兹省的一个市镇，属于凡尔登区。

## 地理
瓦德兰库尔（49°4'17"N, 5°15'49"E）面积5.44 平方千米，位于法国大東部大區默兹省，该省份为法国西北部内陆省份，北与比利时接壤，西接马恩省和阿登省，南至上马恩省和孚日省，东临默尔特-摩泽尔省。
与瓦德兰库尔接壤的市镇（或旧市镇、城区）包括：伊佩库尔、莱姆、奥什、莱苏埃姆-朗蓬。

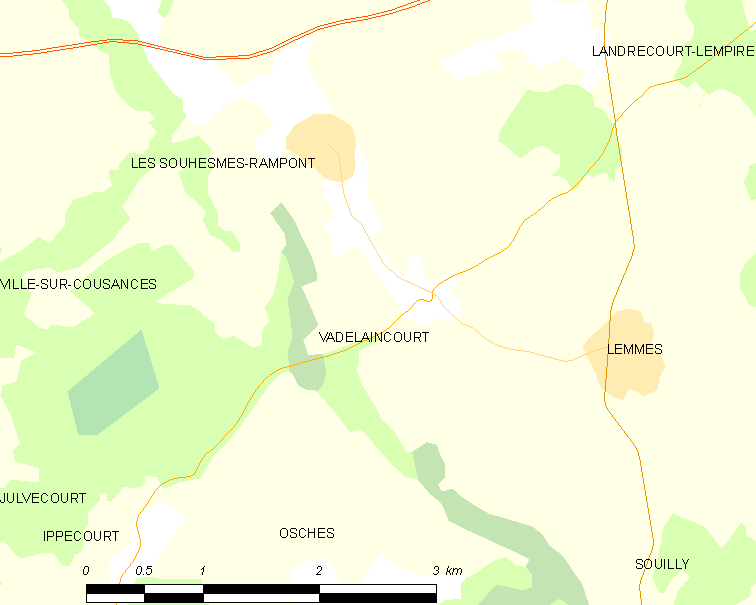
的OSM定位图

瓦德兰库尔的时区为UTC+01:00、UTC+02:00（夏令时）。

## 行政
瓦德兰库尔的邮政编码为55220，INSEE市镇编码为55525。

## 政治
瓦德兰库尔所属的省级选区为默兹河畔迪约县。

## 人口

1962-2008年间人口变化图示

瓦德兰库尔于2022年1月1日时的人口数量为77人。